# Izosteria
Izosteria – podobieństwo właściwości fizycznych tych cząsteczek, które składają się z takiej samej liczby atomów i mają tę samą ogólną liczbę elektronów.
Przykład: dwutlenek węgla (CO2) i tlenek azotu I (N2O).